# Küçükdağdere, Sındırgı
Küçükdağdere là một xã thuộc huyện Sındırgı, tỉnh Balıkesir, Thổ Nhĩ Kỳ. Dân số thời điểm năm 2010 là 410 người.